# Il tesoro del Bengala
Il tesoro del Bengala è un film del 1953, diretto da Gianni Vernuccio.

## Trama
Sulle coste del Bengala sbarca un drappello di predoni del Portogallo: rapiscono le ragazze del villaggio. Una di esse di nome Karima, fugge con l'aiuto del giovane pescatore Ainur, suo innamorato. I portoghesi intanto prendono possesso del villaggio, scoprono che nel tempio della dea Parvati vi è nascosto un preziosissimo rubino e vogliono rubarlo. Trattano col capovillaggio Uzake con ricca promessa. Sicché Uzake vuole accettare per togliere di mezzo Ainur e sposare la bella Karima. Il ragazzo Ainur viene arrestato ma scappa di prigione e fugge non lontano, perché è nuovamente catturato. Il rubino del tempio viene prelevato. Uzake condanna a morte Ainur gettando nella fossa della tigre, ma riesce e a salvarsi e a giungere nel tempio, dove sta per essere immolata Karima. Ainur svela ai paesani le macchinazioni di Uzake, che viene destituito dal trono e condannato. I due ragazzi finalmente possono sposarsi.